# Estação La Cultura
A Estação La Cultura é uma das estações do Metrô de Lima, situada em Lima, entre a Estação San Borja Sur e a Estação Nicolás Arriola. Administrada pela GyM y Ferrovías S.A., faz parte da Linha 1.
Foi inaugurada em 11 de julho de 2011. Localiza-se no cruzamento da Avenida Aviación com a Avenida Javier Prado. Atende o distrito de San Borja.